# Rifugio Stroppia
Il rifugio Stroppia è un rifugio situato nel comune di Acceglio (CN), in valle Maira, nelle Alpi Cozie, a 2259 m s.l.m.

## Caratteristiche e informazioni
Il rifugio è situato su un'ampia cengia erbosa sulla parete che dal Vallonasso di Stroppia scende quasi verticalmente verso Chiappera e il torrente Maira.
Si tratta di una piccola costruzione a un piano, in muratura di pietrame, derivata dalla ristrutturazione di una preesistente casermetta militare. Fu inaugurato il 13 agosto 1933.
È dotato di 12 posti letto, e di un locale cucina. L'impianto elettrico è alimentato da pannelli fotovoltaici.
Il rifugio non è gestito; le chiavi sono disponibili presso il bar di Chiappera.

## Accessi
Il sentiero è raggiungibile dalla frazione Chiappera di Acceglio mediante il sentiero S18, che ha origine dalla località Ponte delle Fie; da qui si arriva al rifugio in circa 1.30 h di marcia.

## Ascensioni
- Rocca Bianca - 3.021 m
- Monte Sautron - 3.166 m
- Monte Baueria - 2.960 m
- Rocca Blancia - 3.193 m
- Buc de Nubiera - 3.215 m
- Brec de Chambeyron - 3.389 m
- Tête de la Frema - 3.142 m
- Tête de l'Homme - 3.202 m
- Parrias Coupà - 3.261 m

## Traversate
- al Rifugio Campo Base (1640 m) per il sentiero Dino Icardi
- al Bivacco Barenghi (2815 m) per il sentiero Dino Icardi
- al Rifugio Chambeyron (Francia) per il sentiero Dino Icardi ed il colle Gippiera
- al Bivacco Bonelli (2303 m) seguendo il Sentiero Roberto Cavallero

## Altre escursioni
Il rifugio si trova sul percorso del Sentiero Dino Icardi, del quale costituisce un punto d'appoggio.